# Ponožky v sandálech

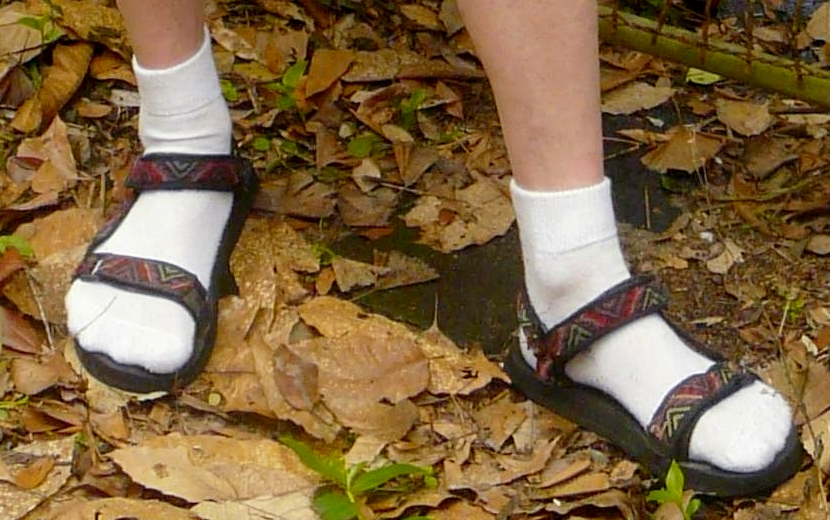
Sandály s vysokými bílými ponožkami

Nošení ponožek v sandálech je v oblékání kontroverzní kombinace. Je společenským jevem, o kterém se v různých zemích a kulturách diskutuje. Někde, příp. někým je kombinace považována za faux pas. Něčí názor není jednoznačný a mění se spolu s proměnami módy.

## Historie

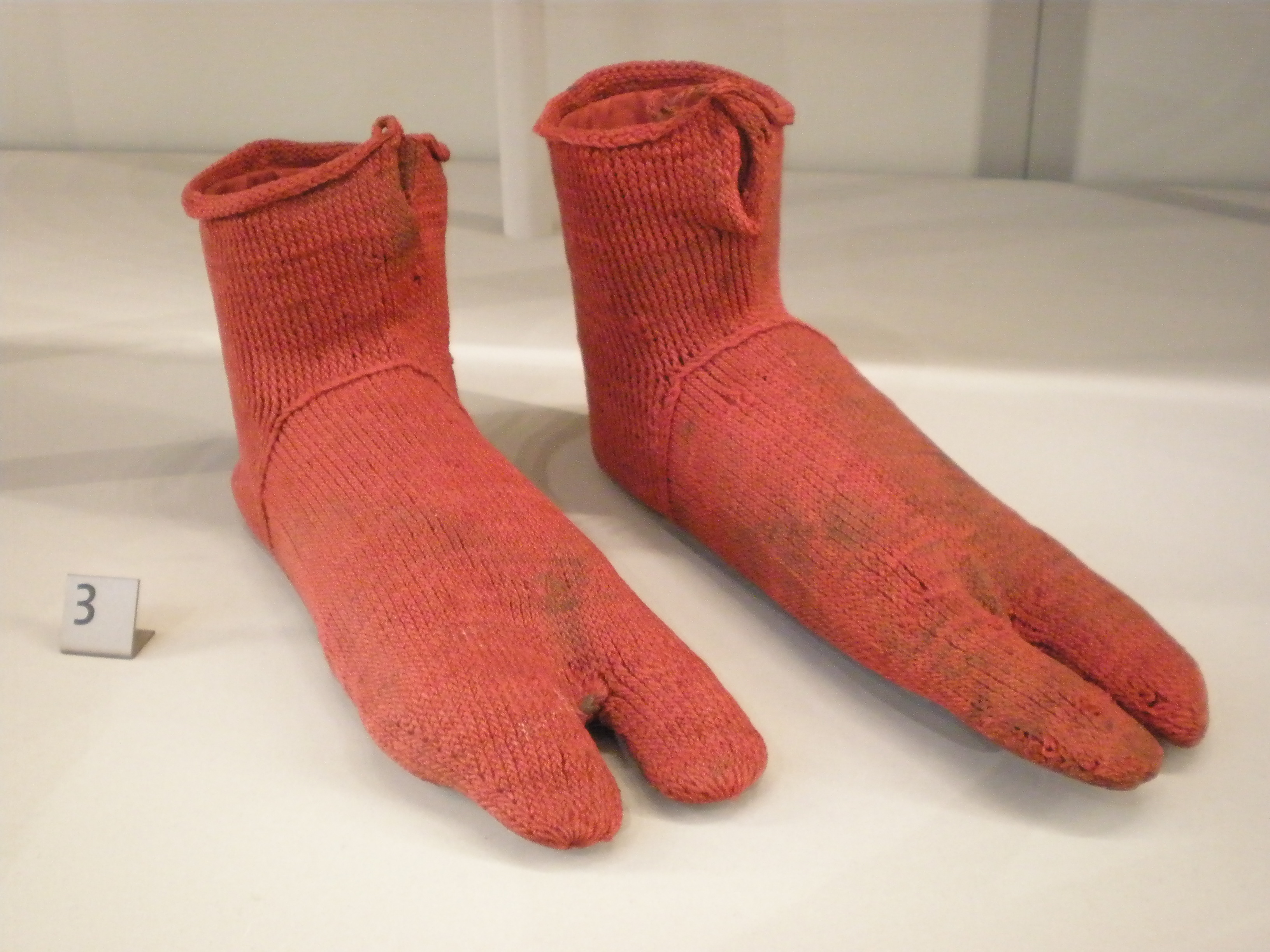
Nejstarší známý dochovaný pár ponožek je vytvořen technikou nålebinding, která předcházela háčkování a pletení; nález pochází z egyptského Oxyrhynchu z let 300–500 př. n. l.; prsty jsou odděleny, protože se ponožky nosily do sandálů

Nejstarší důkaz o ponožkách v sandálech byl zdokumentován na archeologickém nalezišti mezi Dishforthem a Leemingem v severním Yorkshiru v Anglii. Nález dokládá, že staří Římané nosili ponožky v sandálech nejméně před 2000 lety. 

## Přijetí v různých zemích
V České republice je nošení ponožek v sandálech považováno spíše za neestetické, nicméně někteří lidé ponožky v sandálech nosí. Slovenský karikaturista Shooty, který použil bílé ponožky v sandálech v karikatuře typického Čecha jako brouka Pytlíka, je považuje za „součást českého národního kroje 21. století“.
Saurabh Bhatia, autorka knihy o etice, radí čtenářům: „Pokud z nějakého důvodu ponožky v sandálech nenosíte, postarejte se, abyste měli čisté nohy a ostříhané nehty“. Podle Briana Shey z The Evening Sun mají ponožky v sandálech v oblibě starší lidé a Němci.
Britové jsou podle The China Post „známí módními chybami, jako je nošení ponožek v sandálech“ Společnost PEMCO se sídlem v Seattlu používala v roce 2007 značku Sandals & Socks Guy (Chlapík s ponožkami v sandálech) jako součást reklamní kampaně a popsala fenomén jako typicky tichomořskou severozápadní módu.

### Jev subkultury
Nošení ponožek v sandálech je spojeno s některými geek kulturami. Když byly v roce 2009 uvedeny ponožky v sandálech jako stáhnutelné příslušenství k Xbox Live, bylo to označeno za těžký módní zločin. Zatímco nošení ponožek v sandálech je zpravidla spojováno s nedbalostí, obchodníci s módou se je snaží zpopularizovat:

### Módní trend v roce 2010 a 2014
V roce 2010 noviny Daily Telegraph uvedly, že ponožky v sandálech jsou módním hitem jarní a letní sezóny 2010. Také v roce 2014 několik zdrojů uvedlo, že se ponožky a sandály staly módním trendem v USA i ve Spojeném království a že se objevily na několika módních přehlídkách, kde je prezentovaly i renomované značky včetně Miu Miu (2010), módní návrháři jako Vivienne Tam a Mary-Kate a Ashley Olsen (2014), a oblékly a nazuly je i celebrity.
 S ponožkami v sandálech a pantoflích byly vyfotografovány i celebrity jako Bruce Willis, Justin Bieber, Rihanna nebo Uma Thurman.

## Američan o Američanech
Joshua Belter, americký autor vtipné Book of Rules: The Right Way to Do Everything (Kniha pravidel: jak dělat správně všechno) uvádí, že ponožky k sandálům se nenosí. Říká, že sandály se obvykle nosí proto, aby noha větrala a ochlazovala se, čemuž ponožky brání. Bohužel však celý svět vidí na internetu videa s Američany navlečenými v ponožkách a obutými v sandálech. Takže tito ojedinělí nositelé ponožek zpravidla symbolizují americkou společnost, což je jedna z příčin, proč popularita Ameriky v posledních letech poklesla.

## Ponožky v uzavřených botách
Ponožky zachycují pot (včetně produktů bakteriálního rozkladu), který by se zachytil na vnitřní straně boty. Současně brání, aby ke kůži pronikaly nečistoty z okolí a z materiálu použitého k výrobě bot. Nosit uzavřené boty bez ponožek může být rizikové kvůli vzniku houbové infekce. Z hygienických i estetických důvodů je vhodné měnit ponožky každý den.